# Manuel Baldrich
Manuel Baldrich i Tibau (Tarragona, 1911-Barcelona, 1966) fue un arquitecto y urbanista español.

## Trayectoria
Se tituló en 1935. Ese mismo año ganó el primer premio del concurso de ideas para la urbanización de la zona baja de Montjuic. En 1944 fue nombrado arquitecto de la Diputación de Barcelona, y en 1948 director de la Oficina de Urbanismo provincial. En 1953 fue el ganador igualmente del concurso de Informaciones Tecnicourbanísticas para poblaciones de más de 20 000 habitantes. En 1959 redactó un plan de ordenación de la provincia de Barcelona.
Una de sus primeras obras fue el Monumento a los Caídos, en el Foso de Santa Elena de Montjuic (1940), realizado junto con Josep Soteras, Joaquim de Ros i de Ramis, Manuel de Solà-Morales y Josep Mas, y los escultores Miquel y Llucià Oslé. El monumento constaba de tres arcos —el del medio, más alto y ancho—, un altar y un sepulcro coronado por un obelisco con una cruz, además de una lápida donde se encontraba la escultura realizada por los hermanos Oslé, una figura yacente con una corona de laurel a los pies.
Entre 1953 y 1957 construyó el Pabellón Cambó en la Casa Provincial de Maternidad y Expósitos de Barcelona, un complejo hospitalario situado en el distrito de Les Corts, iniciado en 1883 en estilo modernista por Camil Oliveras y General Guitart, y donde también intervinieron entre 1915 y 1942 Juan Rubió y Josep Goday.
Uno de sus mayores proyectos fue el complejo de los Hogares Mundet (1954-1957), un conjunto de 3 000 viviendas, iglesia y equipamientos sociales ubicado en el barrio de El Valle de Hebrón. De este recinto destaca especialmente la iglesia, que denota la influencia de Alvar Aalto, con decoración de los escultores Josep Maria Subirachs y Eudald Serra y el pintor Joan-Josep Tharrats.
Entre 1957 y 1965 construyó con Josep Soteras y Antoni Bonet un sector del polígono de viviendas de Montbau —el otro fue realizado por Guillermo Giráldez, Pedro López Íñigo y Xavier Subías—, diseñado en estilo racionalista. Presenta tres supermanzanas, que aglutinan bloques de viviendas con zonas cívicas y comerciales, en conjunción con diversos espacios verdes.
Entre 1961 y 1966 construyó la Piscina Sant Jordi y el pabellón de la Escuela de Trabajadores en el recinto de la antigua Fábrica Batlló —posterior Escuela Industrial de Barcelona—, construida por Rafael Guastavino en 1875.
Su último proyecto, que no pudo ver acabado, fue la residencia-colegio Bell-lloc en La Roca del Vallés (1964-1968), un amplio conjunto de edificios escolares e iglesia, donde contó con la colaboración de Josep Maria Subirachs en las esculturas y Albert Ràfols-Casamada en las vidrieras.
Fue autor también de diversos planes urbanísticos para Martorell, Villanueva y Geltrú, Malgrat de Mar, Taradell, Tarrasa, Mataró, Sabadell, Igualada, Sitges, Vich, Berga y Manresa.